# جيسون توماس
جيسون توماس (20 يناير 1997 ببورت فيلا في فانواتو - ) هو لاعب كرة قدم فانواتي في مركز الدفاع. شارك مع منتخب فانواتو تحت 17 سنة لكرة القدم ومنتخب فانواتو تحت 20 سنة لكرة القدم ومنتخب فانواتو لكرة القدم. أما مع النوادي، فقد لعب مع بنوم بنه كراون وErakor Golden Star F.C. ‏.

## وصلات خارجية
- جيسون توماس على موقع قاعدة بيانات كرة القدم.إي يو (الإنجليزية)
- جيسون توماس على موقع ناشيونال فوتبول تيمز (الإنجليزية)
- جيسون توماس على موقع Soccerway.com (الإنجليزية)